# Saint-Michel-sur-Orge
Saint-Michel-sur-Orge település Franciaországban, Essonne megyében. Lakosainak száma 21 536 fő (2022. január 1.). Saint-Michel-sur-Orge Sainte-Geneviève-des-Bois, Brétigny-sur-Orge, Longpont-sur-Orge és Le Plessis-Pâté községekkel határos.

## Népesség
A település népessége az elmúlt években az alábbi módon változott:
| Lakosok száma | 20 057 | 20 160 | 20 036 | 19 758 | 19 965 | 20 484 | 21 298 | 21 437 | 21 536 |
|               | 2013   | 2015   | 2016   | 2017   | 2018   | 2019   | 2020   | 2021   | 2022   |